# Финляндский вокзал
Финля́ндский вокза́л — пассажирский терминал станции Санкт-Петербург-Пассажирский-Финляндский, один из пяти действующих вокзалов Санкт-Петербурга. Расположен по адресу: площадь Ленина, 6.

## История
Первое здание вокзала было возведено в 1870 году архитектором Петром Купинским (из управления домами министерства путей сообщения) на Симбирской улице (ныне улица Комсомола) для Финляндской железной дороги, связавшей столицу с Великим княжеством Финляндским. Дорога длиной 370 км от Петербурга прокладывалась в 1862—1870 годах навстречу уже начавшей действовать в Финляндии первой железной дороге (строилась в 1858—1862 годах) между Гельсингфорсом (ныне Хельсинки) и Тавастгусом (ныне Хямеэнлинна). Линия из России была подведена к станции Рихимяки. Работы по возведению вокзала на публичных торгах достались выборгскому купцу Павлу Яковлеву, а интерьеры создавали финские архитекторы В. Вестлинг и П. Дегенер. Главный фасад, обращённый на запад, расположился на углу Симбирской улицы и Финского переулка, сформированного специально при строительстве вокзала. Главный вход находился в центральной части здания, и первоначально привокзальная площадь возникла перед ним. Торжественное открытие вокзала состоялась 13 февраля 1870 года, епископ Выборгский Тихон освятил станцию, и первый поезд с вокзала отправился в путь. К 1896 году поезда с Финляндского вокзала охватывали всю северную часть Петербургской губернии.
До 1917 года рельсы вокзала доходили до Невы, соединяя грузовую ветку с пристанью.
Новая железная дорога доставила неудобства проживающим в Выборгском районе города — она имела в пределах Петербурга десять переездов. В связи с этим в 1910 году пути Финляндского вокзала в Петербурге были реконструированы: уровень путей был поднят до пяти метров выше уровня улиц, чтобы не препятствовать уличному движению.
На Финляндский вокзал 3 (16) апреля 1917 года приехал вернувшийся из эмиграции В. И. Ульянов (Ленин). В память об этом событии на площади у старого здания Финляндского вокзала в 1926 году был установлен памятник (скульптор С. А. Евсеев, архитекторы В. А. Щуко, В. Г. Гельфрейх). В 1961 году на вокзале был установлен доставивший Ленина в Россию паровоз H2-293 (дар правительства Финляндии Советскому Союзу).
Вокзал был единственным, действовавшим во время Великой Отечественной войны в годы блокады: здесь начиналась «Дорога жизни», и 7 февраля 1943 года сюда с Большой земли пришёл первый поезд с продовольствием. В память об этом на перроне вокзала в 1973 году был установлен первый из 56 мемориальных километровых столбов, поставленных вдоль железнодорожной ветки «Дороги жизни».

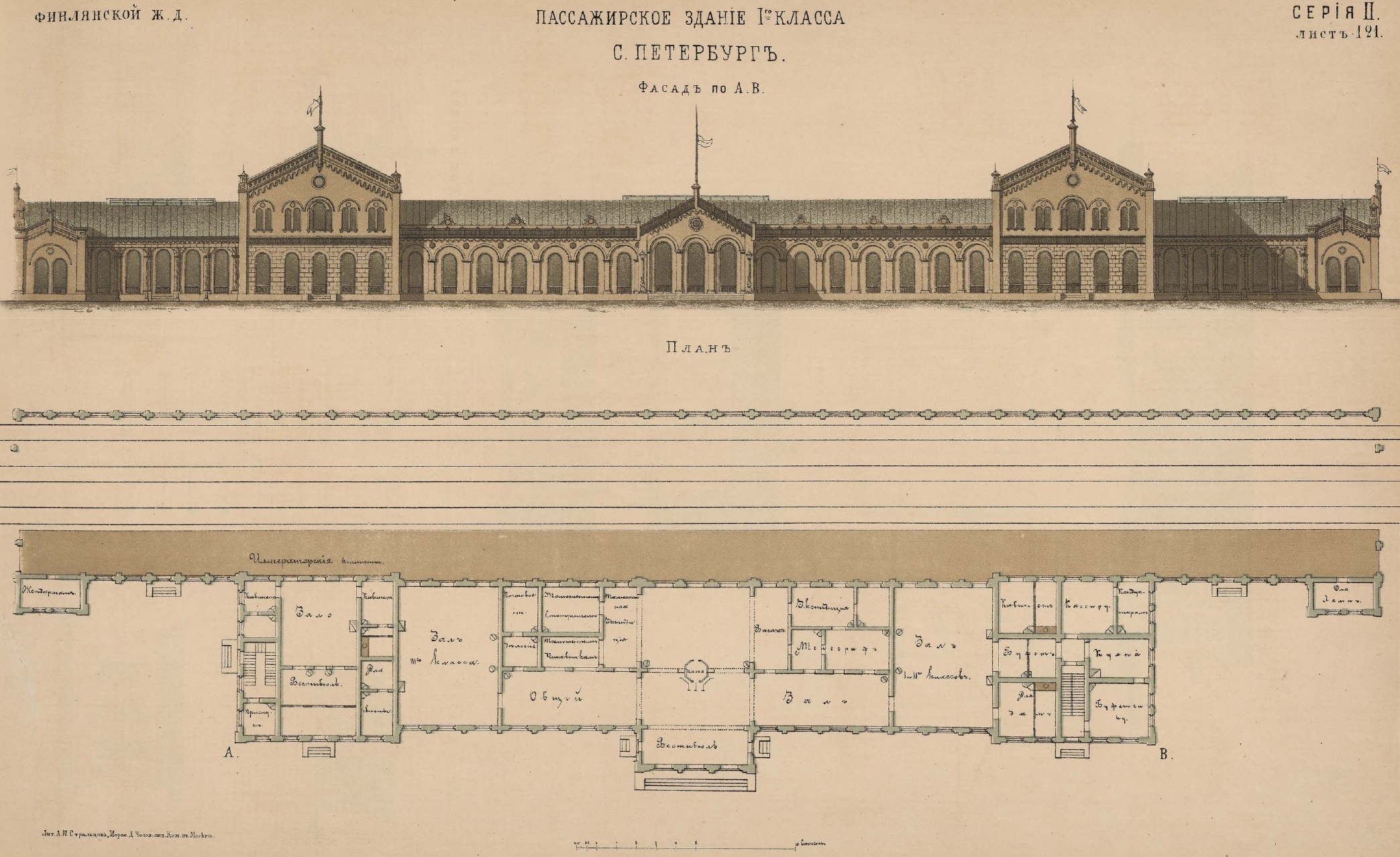
План Финляндского вокзала XIX века
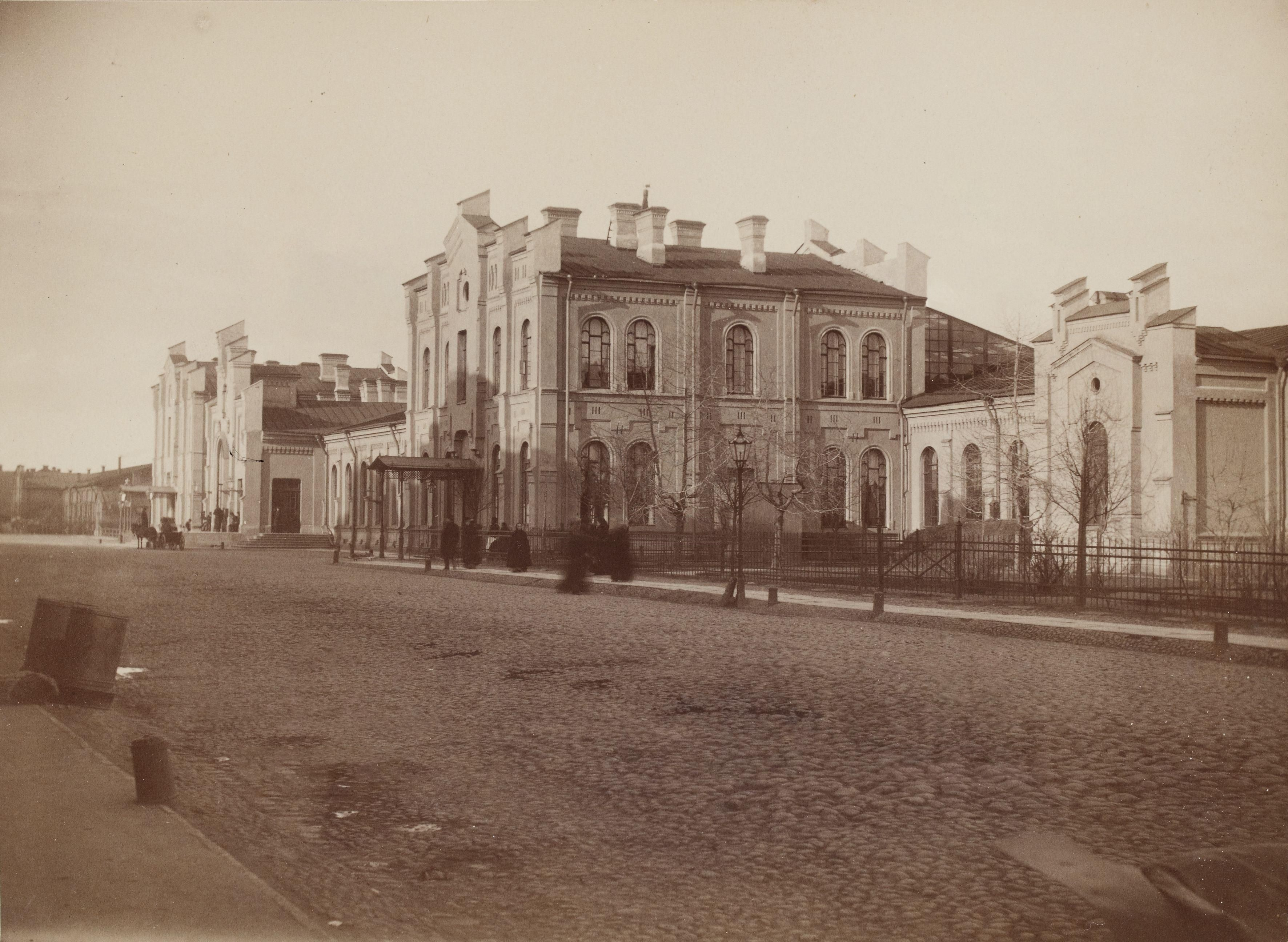
Финляндский вокзал (старый), 1895-1900 годы
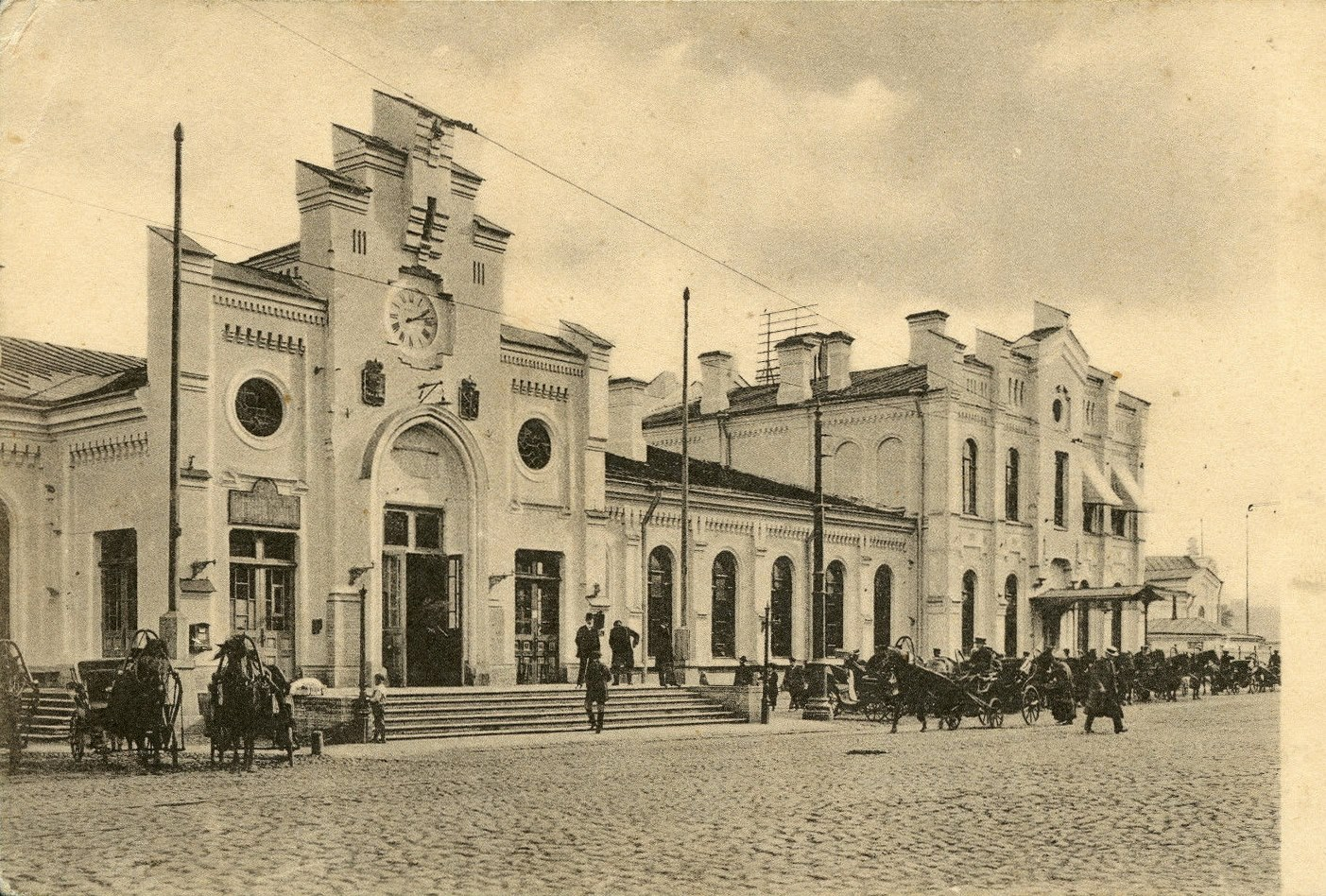
Финляндский вокзал в начале 1910-х годов
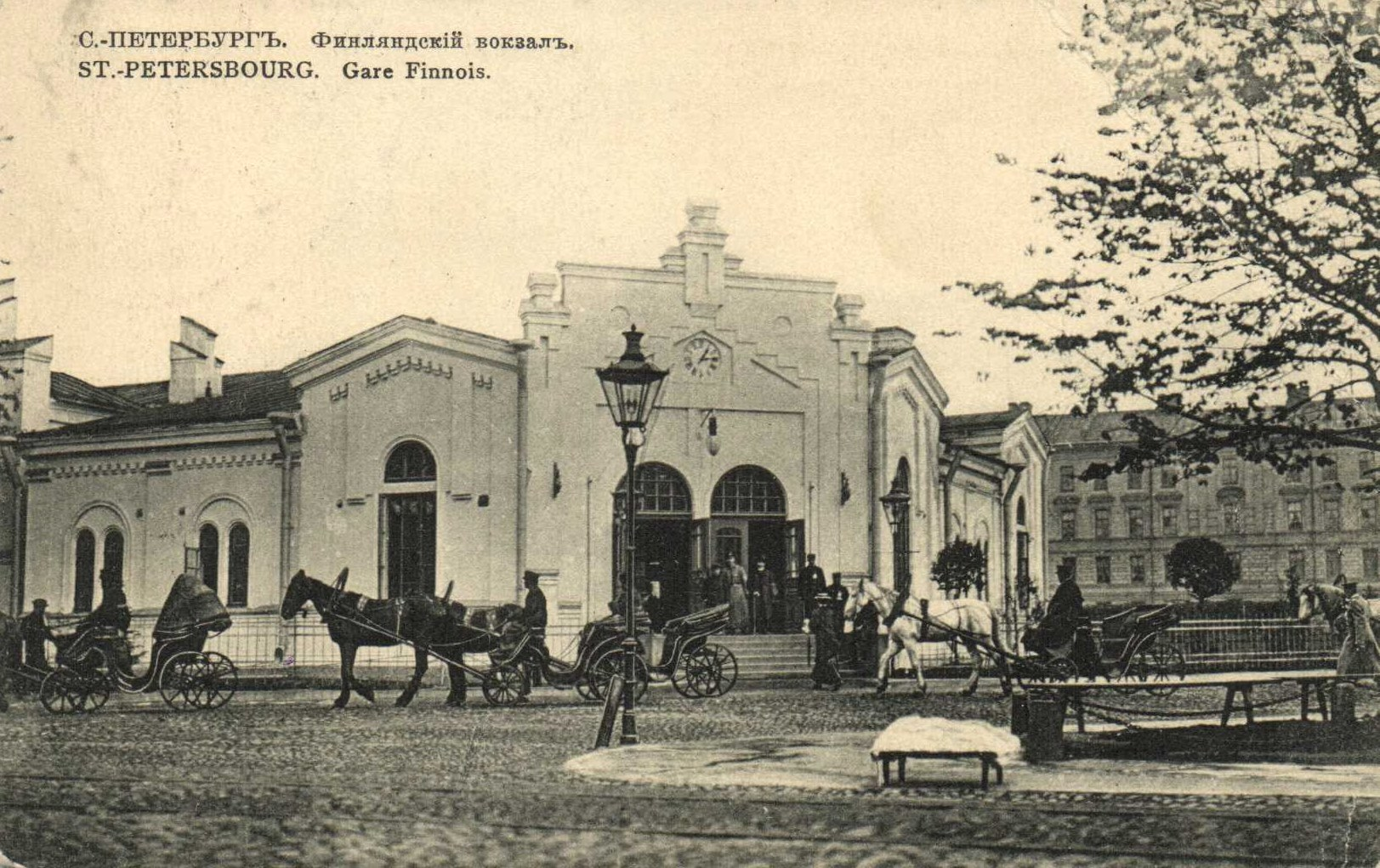
Финляндский вокзал (новый павильон), 1910-е годы

В 1944—1960 годах была проведена комплексная реконструкция вокзала (архитекторы П. А. Ашастин, Н. В. Баранов, Я. Н. Лукин, инженер И. А. Рыбин). В 1944 году Александр Гинцберг при реконструкции площади Ленина сделал лицевым фасад со стороны Невы и при этом создал привокзальную площадь там, где ранее фасад сильнее выходил на улицу Комсомола, закрытый конкурс на следующую реконструкцию территории был проведён уже в 1946 году. Был построен наклонный ход станции метрополитена «Площадь Ленина» (станция метро была открыта 1 июня 1958 года в составе второй очереди метрополитена), на месте вокзальных корпусов, выходивших на улицу Комсомола, было возведено новое главное здание вокзала в стиле модернизма (открыто 4 июня 1960 году), обращённое к Неве. Высота здания около 8 метров. Главный фасад имеет 17 огромных зеркальных окон и выходит на площадь Ленина, завершая её архитектурный ансамбль. В центре здания имеется башня с часами, высота которой составляет 16 метров. Её венчает 30-метровый шпиль из нержавеющей стали, ранее использовавшийся в качестве флагштока. Верхушку шпиля венчает звезда.
В 1954 году предполагалось возвести более высокую башню, но её пришлось понизить на 50 метров из-за того, что уже заложенные фундаменты не могли выдержать больший вес (в изначальном плане также не было рассчёта на наземный вестибюль метро). В исходном проекте здания были использованы колонны, но так как строительство шло после «Постановления о борьбе с излишествами», архитекторы, возглавившие проект после «Ленинградского дела» (и ссылки Баранова) переработали их в пилоны, добавили остекленные простенки, планировали заменить башню на фронтон, но вернувшийся из ссылки Баранов смог отстоять хотя бы часть задумки.
В 1969 году выпускники Художественно-промышленного училища имени В. И. Мухиной создали 17 аллегорических горельефов, которые украшают здание вокзала по настоящее время.
Барельефы размещены на аттиковой части, 4 метрах, которых Баранов также добился, вернувшись из ссылки.
В перекрытии купола здания сделан окулюс. Купол-оболочка — пологий свод из армоцемента с созданием освещения через люкарны. Одна из стен украшена никелированной схемой железных дорог.
В 1970-е годы были разобраны почти все боковые (обращенные к Финскому переулку) корпуса старого вокзала, кроме центрального ризалита, включённого в одно из новых зданий. Этот фрагмент старого здания охраняется государством в качестве памятника истории — как место выступлений В. И. Ленина в апреле и октябре 1917 года.
Отправляющиеся с вокзала пригородные электропоезда обслуживает расположенное неподалёку моторвагонное депо Санкт-Петербург Финляндский.
В начале XXI века схема прохода по вокзалу пассажиров была изменена. 26 февраля 2001 года в местах входа-выхода пассажиров была запущена автоматизированная система контроля оплаты проезда пассажирами пригородных поездов, и выход на Боткинскую улицу был закрыт.
Вокзал относится к Октябрьской железной дороге.
На перроне Финляндского вокзала в стеклянном павильоне установлен паровоз № 293, на котором Ленин 9 августа 1917 года под видом кочегара покинул Петроград, скрываясь от преследования Временного правительства. На том же паровозе Ленин вернулся в столицу 7 октября 1917 года. В 1957 году правительство Финляндии передало «паровоз Ленина» в дар Советскому Союзу, с 1961 года он стоял у перрона вокзала, а с 1964 года переставлен в специально построенный павильон.
Броновицкая и Малинин видят параллели между Исаакиевской площадью с Медным всадником и Исаакиевским собором и площадью Ленина с памятником Ленину и Финляндским вокзалом. Они упоминают запланированную примерно равную высоту шпиля вокзала и собора, пишут о «разгоне» здания до четырёх этажей с созданием «циклопического» зала ожидания. Также в качестве прообраза они называют Адмиралтейство. К недостаткам здания они относят нерешённость логистических и градостроительных задач — вокзал оторван от площади и она не разгружает транспортные потоки, не являясь при этом и полноценным парком, здание рассчитано на убывающих пассажиров, а прибывающим сложно добраться до метро, уже через 20 лет потребовалось новое расширение, несмотря на большие объёмы. Они причисляют здание к уникальному виду «мемориальных вокзалов».

## Современность
С Финляндского вокзала отправляются пригородные поезда в северо-западном и северо-восточном направлениях, региональные поезда «Ласточка» дальнего следования Карельского направления (Санкт-Петербург — Сортавала; Санкт-Петербург — Маткаселькя).
В период с 12 декабря 2010 года по 27 марта 2022 года с Финляндского вокзала отправлялись скоростные поезда дальнего следования «Аллегро» сообщением Санкт-Петербург — Хельсинки. В связи с этим в сентябре 2010 года Комитет по транспортно-транзитной политике Санкт-Петербурга разработал проект преобразования Финляндского вокзала в транспортно-пересадочный центр, объединяющий железнодорожные и автобусные пригородные, междугородние и международные перевозки по северо-западному направлению.
В период с апреля по ноябрь на Финляндском вокзале делает остановку поезд № 159В/160В сообщением Москва — Петрозаводск (в обратном направлении остановки нет). Продолжительность остановки в 2023 году — 1 час 15 минут. Во время остановки пассажиры поезда имеют возможность наблюдать разводку Литейного моста.
В левом крыле вокзала — наземный вестибюль станции метро «Площадь Ленина». Каждый час услугами Финляндского вокзала пользуются около 1,5 тыс. человек.
В 2017 году на башне вокзала установили новые часы. По собственному заявлению, дизайн утверждал лично начальник вокзала Сергей Фёдоров. В 2022 году выяснилось, что КГА не получал запрос о разрешении на установку. Новые часы были признаны самовольным объектом благоустройства.
Финляндский вокзал является одним из неформальных символов Калининского района.

## Фото

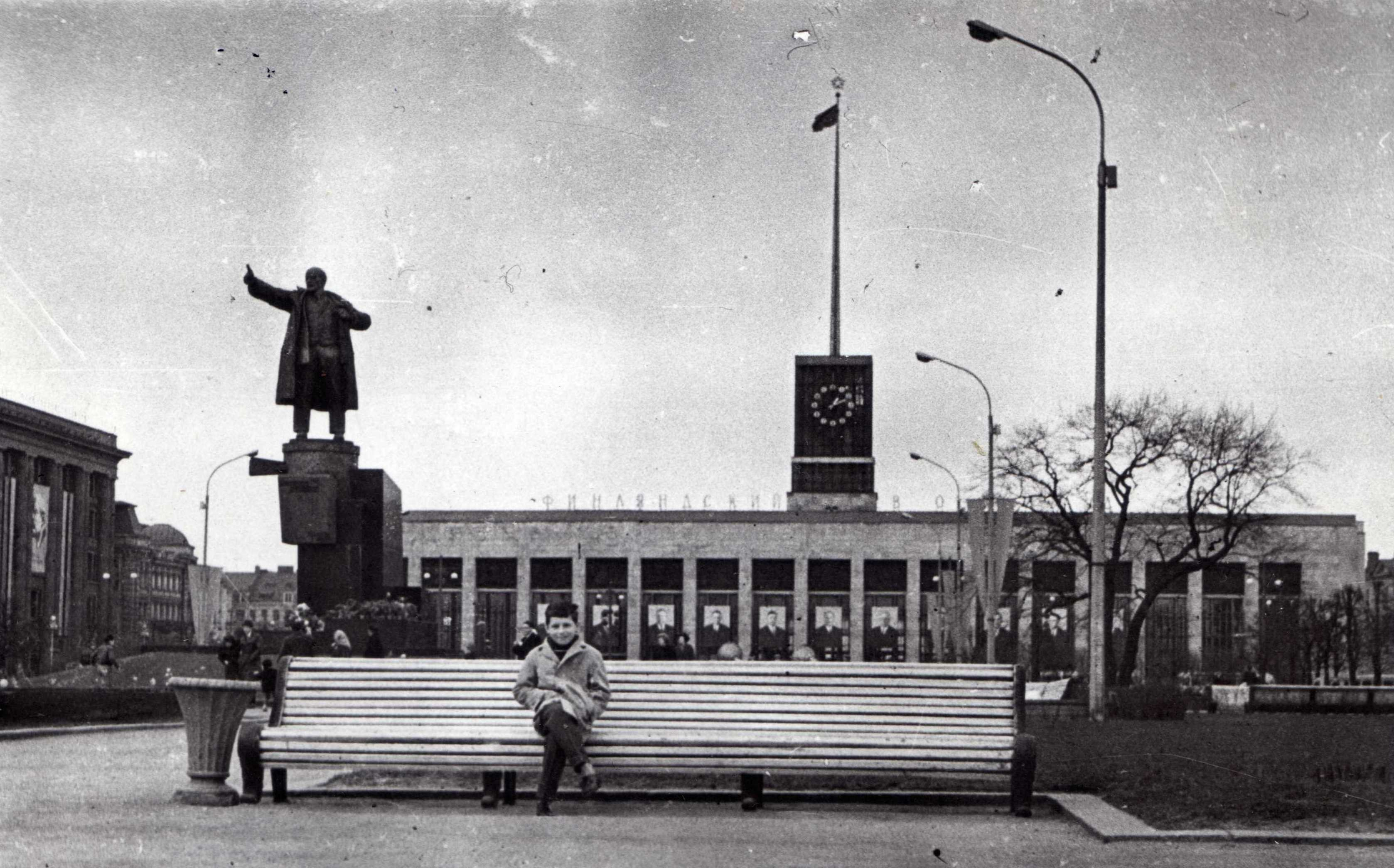
Финляндский вокзал (новый) в 1970-е гг, шпиль увенчан флагом
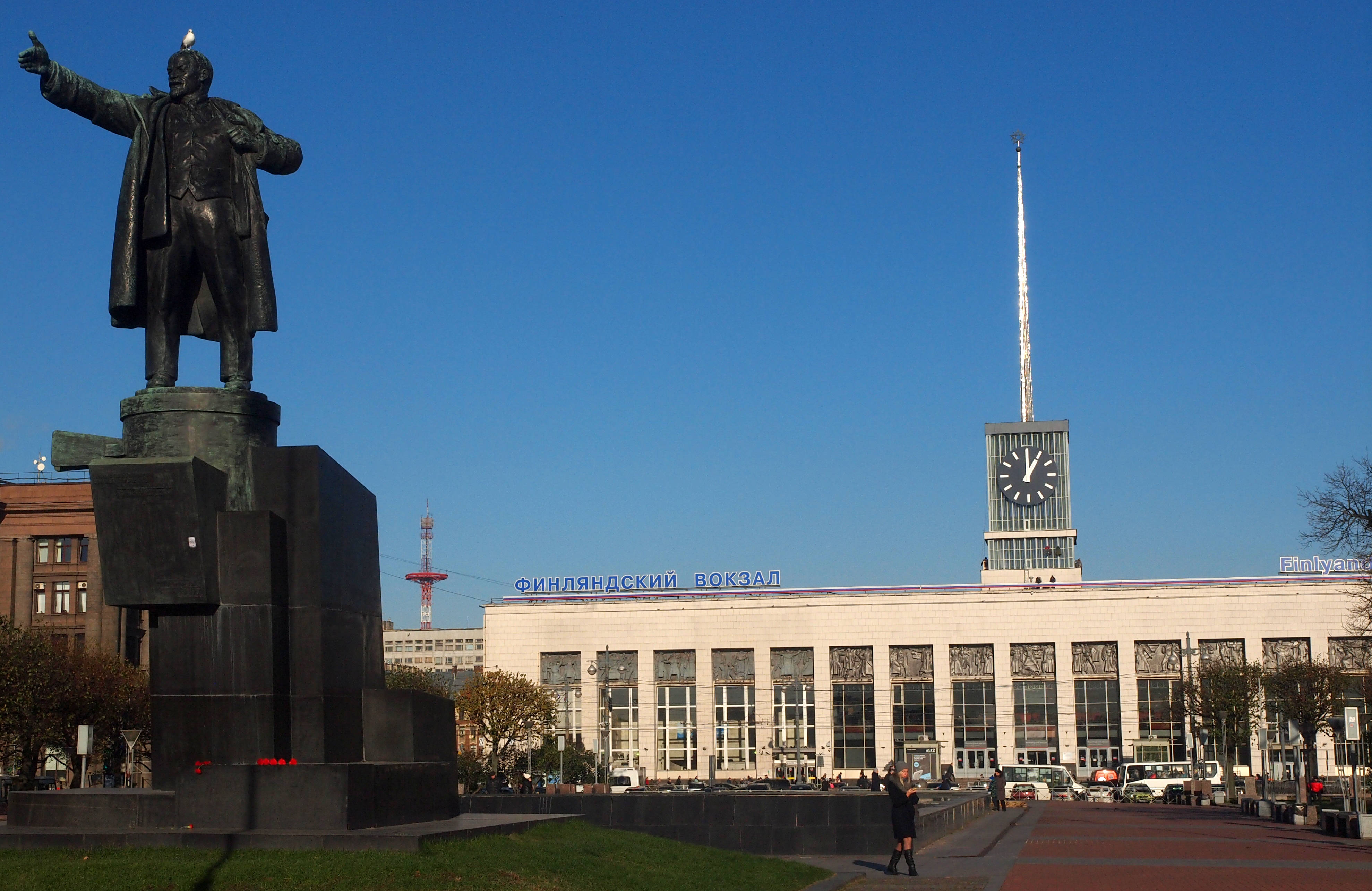
Финляндский вокзал и площадь Ленина в 2017 году
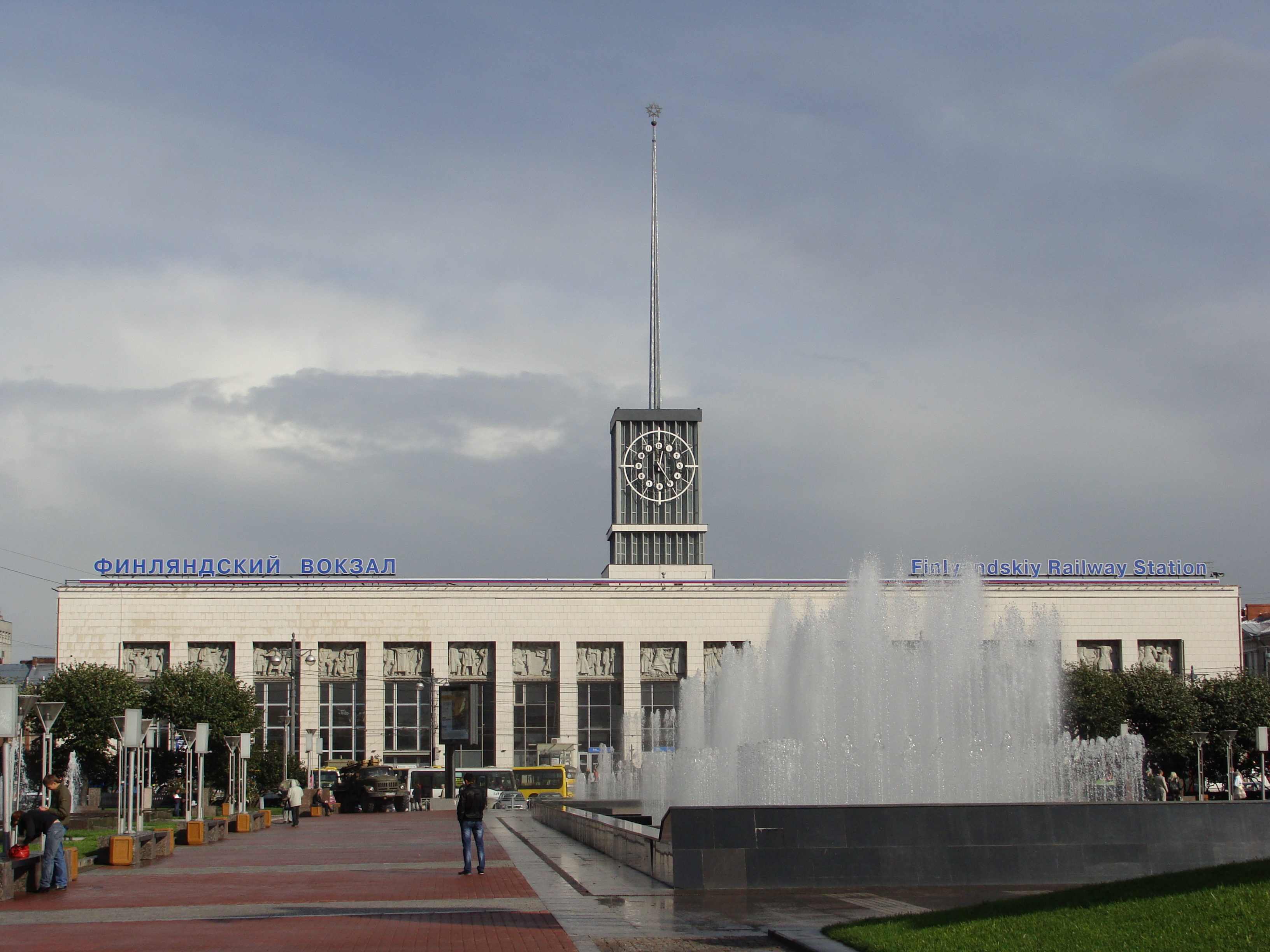
Финляндский вокзал и фонтан в 2011 году
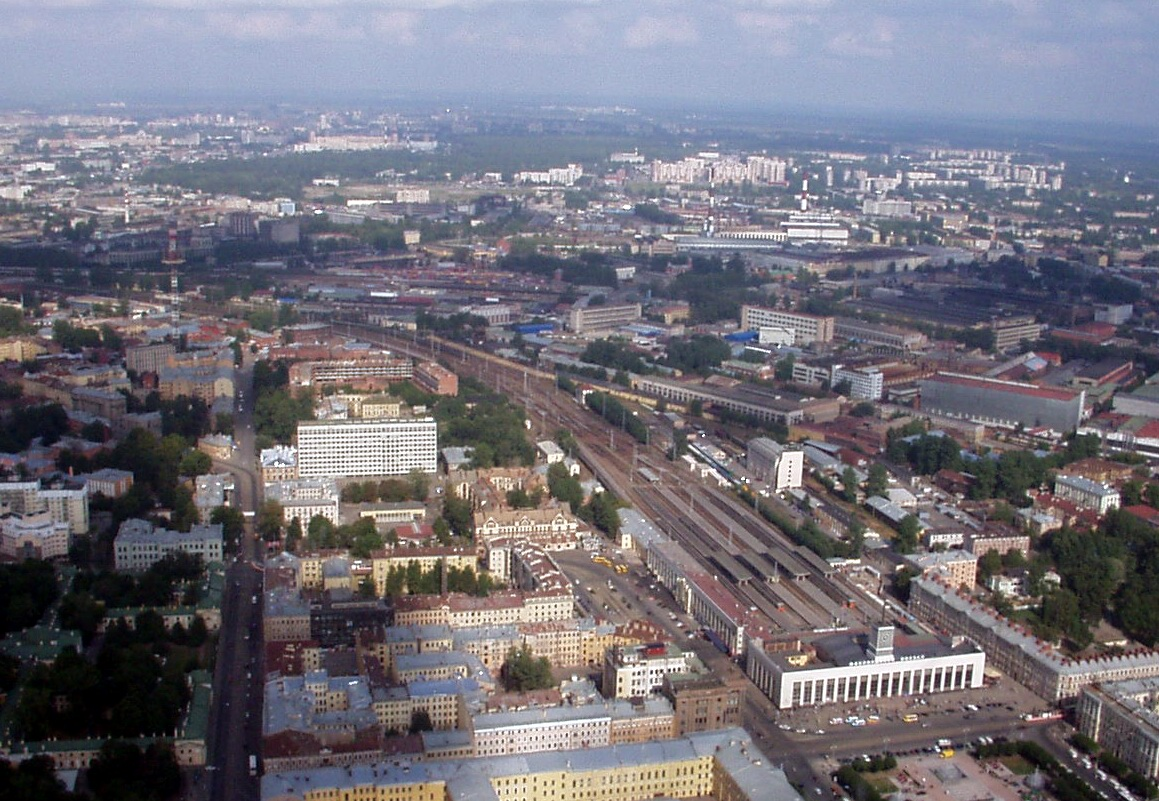
Финляндский вокзал и окрестности, вид с вертолёта
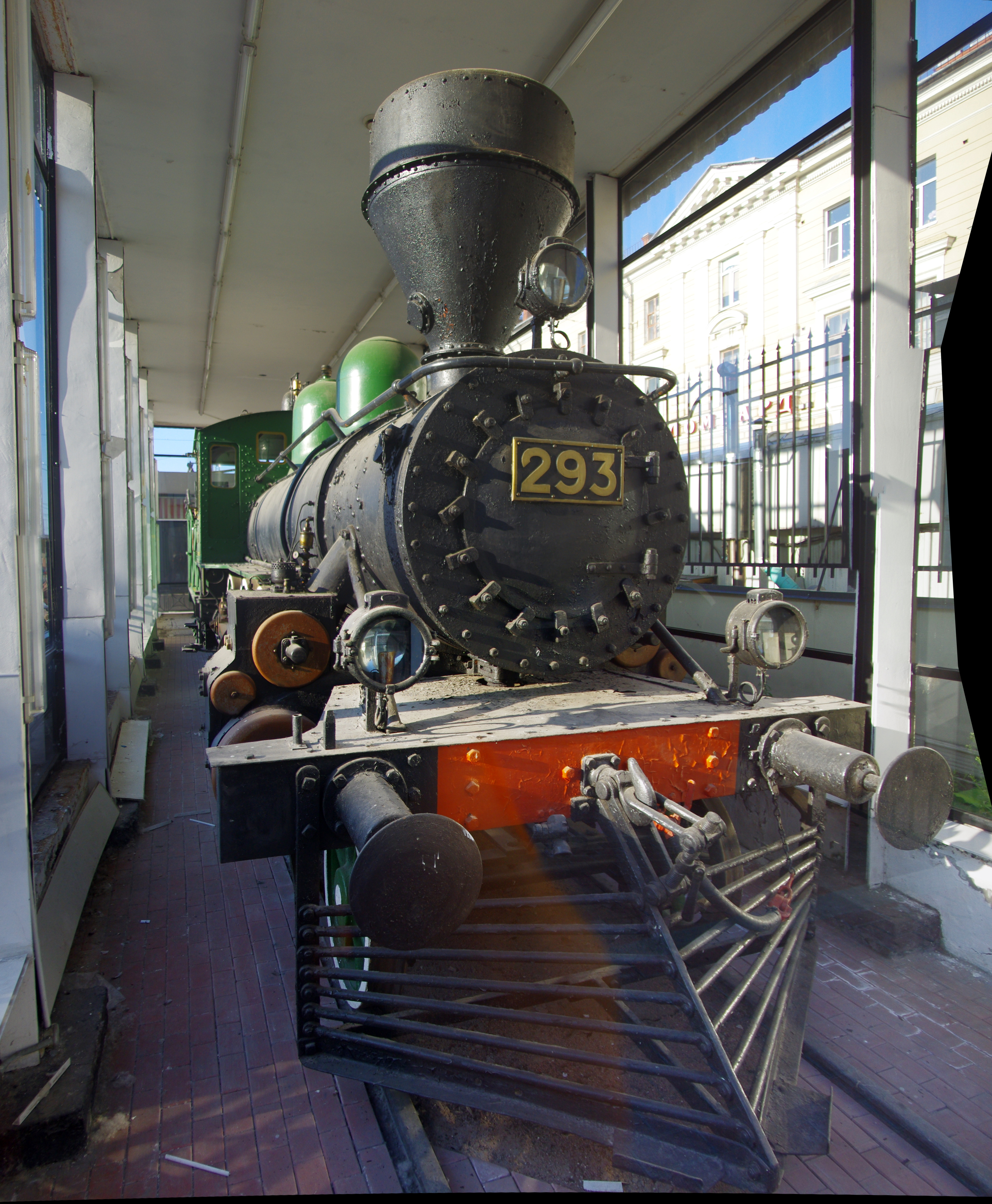
«Паровоз Ленина» в павильоне на платформе Финляндского вокзала
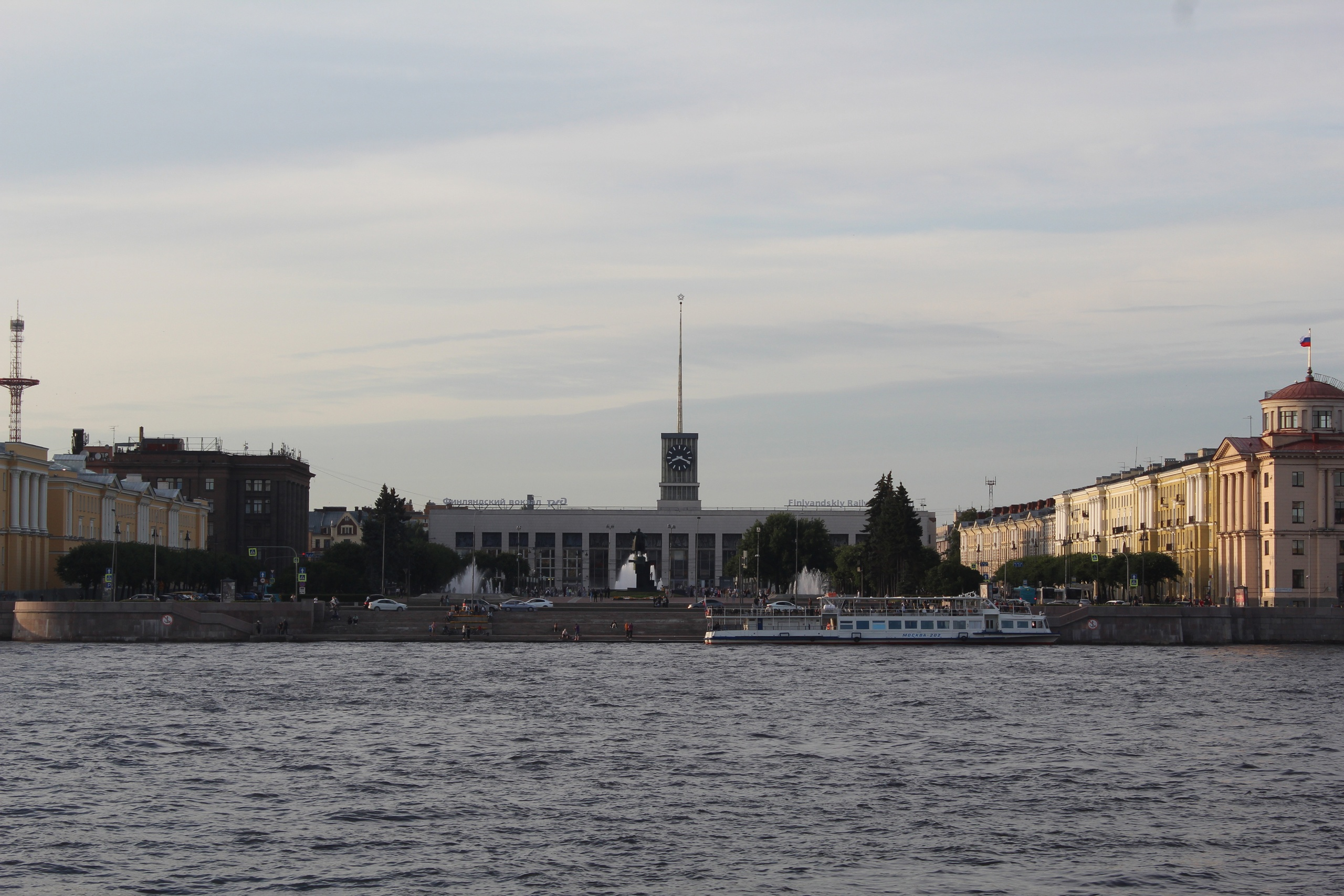
Финляндский вокзал и площадь Ленина с противоположного берега Невы. Лето 2023 года